# Omno
Omno — инди-игра, приключенческая игра с головоломками и элементами платформера. Была выпущена 29 июля 2021 года для Windows, Xbox One, Xbox Series, PlayStation 4 и Nintendo Switch. Игрок управляет безымянным героем, который попадает неизвестный мир, наполненный руинами и причудливой фауной. Герой должен собирать сферы энергии, чтобы активировать маяки и получить доступ к новым локациям.
Игра была создана немецким разработчиком Йонасом Манке на протяжении пяти лет. Он вдохновлялся играми Journey, Abzu и др. Манке собрал средства на Kickstarter. Самой сложной частью для создания были игровые уровни и биомы. Манке сначала пытался ввести ультра реалистичную графику.
Игровые критики похвалили проработанность мира, дизайн уровней и развитие способностей персонажа. Обозреватели хвалили головоломки, или считали их простыми. Основным предметом критики стал платформер в игре и её короткая продолжительность.

## Игровой процесс
Omno — приключенческая игра от третьего лица с элементами платформера-головоломки. Игрок управляет человеком, оказавшимся в странном мире. Там он встречает неизвестных ему существ и древние руины. Главная цель игрока — помочь человеку сбежать из этого мира. Главного героя сопровождает зелёное существо.  
В начале человек может бегать, прыгать и с помощью посоха взаимодействовать с окружающей средой. По мере развития персонаж приобретает способности, например летать, телепортироваться или скользить на своем посохе. В игре нельзя умереть, в ней нет полосы здоровья, герой не может никого атаковать и на него никто не будет нападать.
Игрок должен собирать энергию, необходимую для активации особых столбов и маяков, позволяющих добираться до новых областей. Энергию можно собирать у животных и окружающей среды. Для получения энергии требуется преодолевать различные препятствия в виде головоломок. Прохождение каждого уровня начинается с того, что игрок должен найти особую платформу и помедитировать на ней, чтобы получить подсказки, где искать сферы энергии. После этого загорится маяк, позволяющий перейти в следующую область.
Помимо изучения игрового мира, в Omno присутствуют элементы платформера, когда персонаж должен перепрыгивать платформы или спрыгивать со спин животных.
Игровой мир состоит из нескольких областей с разными биомами, вроде замёрзшей тундры или пустыни. Во всех мирах можно встретить необычные формы жизни, вроде камнеподобных крабов или разумные растения. Когда игрок встречает очередное существо, он сможет потом прочитать информацию о нём в особом буклете.

## Разработка
Omno разрабатывалась в течение пяти лет одним человеком — Йонасом Манке с 2016 года, который для этой цели основал студию StudioInkyfox Omno. Сам Йонас работал аниматором и ещё со времён школы интересовался трёхмерной анимацией и в течение десяти лет воздавал анимированных персонажей для немецких детских шоу, а также занимался созданием анимации и рекламы к играм. Изучая возможности движка Unreal Engine, Манке создал прототип игры, который стал вирусным в социальных сетях. Также Манке поддержала его жена и друг. Тогда аниматор пошёл на риск, собрал все свои сбережения и создал демо-версию для компании по сбору средства на Kickstarter, в результате чего собрал 32000 евро от 3000 спонсоров. Разрабатывать игру в одиночку было крайне трудно, Манке сравнивал это с американскими горками. Он работал над игрой в течение пяти лет на полной ставке и почти без выходных. Манке однако указал и на очевидные плюсы, например что сохраняется полный контроль над творческим видением проекта. Разработчик заметил также, что в таких условиях важна открытость проекта и постоянная обратная связь от интернет-сообщества.
Игра разрабатывалась на движке Unreal Engine 4 с применением разных инструментов, таких как Blender и Photoshop. Для игры был выбран стилизованный минималистский стиль, чтобы «сохранять жизнеспособность» проекта. Манке заметил, что в начале разработки попытался применить ультра-реалистичную графику AAA уровня, совершив типичную ошибку инди-новичка. После этого разработчик долго пытался найти подходящий стиль, с которым бы он был в состоянии завершить проект. Манке работал с цветовой палитрой и атмосферными эффектами, чтобы придать своей игре и её мирам ощущение живых ландшафтов. Манке пришлось осваивать язык программирования в нуля, в том числе тонкости разработки дизайна уровней.
Разработчику было важно изобразить разнообразие игровых биомов, чтобы передать ощущение путешествия. Самым сложным и последним в реализации стал воздушный биом. Дизайн игровых уровней был самой сложной частью в разработке, в этом процессе Манке много раз переделывал локации. Работая над животными, Манке хотел изобразить их потусторонними, но и забавными.
Своим главным источником вдохновения Манке называл Journey, но заметил, что этой игры и его проекта меньше общего, чем может показаться, упоминая наличие платформера в своей игре и различные механики перемещения. В качестве других источников вдохновения Манке упоминал Final Fantasy VII, Mario Odyssey, Limbo, и ABZÛ, среди кинолент — мультфильмы студии Ghibli и «Властелин колец». Работая над историей, Манке хотел предоставить почву для различных интерпретаций.
Музыка была написана Бенедиктом Николсоном. Известным за работу над The Falconeer.

## Критика
| Сводный рейтинг    | Сводный рейтинг                                                              |
| Агрегатор          | Оценка                                                                       |
| ------------------ | ---------------------------------------------------------------------------- |
| Metacritic         | 76/100 (ПК) 71/100 (Nintendo Switch) 77/100(Xbox One) 82/100 (PlayStation 4) |
| Иноязычные издания |                                                                              |
| Издание            | Оценка                                                                       |
| CD-Action          | 85%                                                                          |
| Shacknews          | 8/10                                                                         |
| PC Invasion        | 8/10                                                                         |
| Multiplayer.it     | 7.8/10                                                                       |
| IGN France         | 7/10                                                                         |
| Jeuxvideo          | 65%                                                                          |

Игра получила положительные и смешанные отзывы от игровых критиков. Средняя оценка на агрегаторе Metacritic варьировалась между 71 и 82 баллами из 100 возможных в зависимости от платформы. Omno была удостоена премии German Computer Game Prize (DCP) в категории «Лучшая семейная игра», а также как «Лучшая инди-игра» на вручении German Developer Award. Многие пользователи отказывались верить в то, что Omno была разработана одним человеком.
Донован Эрскин с сайта Shacknews назвал Omno мирным, но увлекательным приключением в мистической стране. Эндрю Фаррелл с сайта PC Invasion заметил, что Omno это пример того, что нет ничего плохого в том, если в игре нет целей и врагов. Игра не выглядит, как будто была создана одним человеком. По мнению критика PC Invasion вся игра ощущается уютной, в неё можно играть в любом темпе, она подойдёт детям. Критик сайта IGN назвал Omno «игрой мгновения и лёгкости», простой, интригующей и освежающей. Игра излучает безмятежность.
Критики в целом положительно отозвались о визуальной части игры, несмотря на свою выраженную простоту. Критик Multiplayer.it заметил, что визуально Omno проигрывает играм аналогичного жанра, но похвалил анимации в игре и хорошую оптимизацию. Рецензенты выразили восхищение музыкальному сопровождению Бенедикта Николсона, в частности его эпические и мечтательные партитуры, критики заметили, как музыка отлично отражает настроение игры, её отдельных локаций и способствует погружению. Критик Jeuxvideo заметил однако, что со временем игрок начнёт замечать повторяющуюся музыку и это начнёт портить эффект погружения.

### Мир и жанр
Критики похвалили представленный игровой мир, называя его проработанным, захватывающим, разнообразным, живым, с роскошными панорамами. Они также оценили разнообразие его животных и разнообразие игровых биомов, которые влияют и на разнообразие геймплея. Критики заметили, что благодаря вышесказанному, им нравилось бродить по карте и изучать области.
Критики заметили схожесть Omno c Journey. В частности Маттиа Пескителли с сайта Multiplayer заметил типичные черты для игр, подобных Journey — атмосферная приключенческая игра со стилизованной графикой, героем-поломником и останками заброшенной цивилизации. Такие игры не затратны в создании и подходят для инди-разработчиков. От этого игра, особенно её сюжет могут показаться вторичными, но Omno  выгодно выделяется на фоне атмосферных адвенчур проработанностью своего игрового мира и то, как игра балансирует развитие способностей героя и изменение окружающей среды, чтобы заставлять игрока использовать все способности персонажа и менять стиль прохождения. Для игр, подобных Journey по мнению критика Jeuxvideo наоборот типичен жёсткий геймплей.
Донован оценил подход к истории, которая постепенно раскрывается через сцены и игрок узнаёт о мире, наблюдая за окружающей средой. Он чувствовал себя обязанным исследовать каждый дюйм игрового мира.

### Геймплей
Оценка игрового процесса была смешанной. Критик PC Invasion оценил простую концепцию геймплея, представитель Multiplayer похвалил игру за интенсивный игровой опыт, а рецензент Jeuxvideo заметил, что Omno никак не торопит игрока. Критик Multiplayer оценил то, как локации «приспосабливаются» под способности игрока, к тому моменту, как персонаж получает доступ к быстрому перемещению, локации также становятся крупнее, это касается и других способностей, которые всегда требуются для преодоления препятствий и головоломок на следующих уровнях.
Некоторые критики хвалили головоломки за их уникальность, разнообразие, то, как игра чётко формулирует свои правила и, как головоломки требуют использовать все доступные способности персонажа и преодолевать препятствия среды. Другая часть критиков называла головоломки простыми, они не заставляли задерживаться, не нарушали темп игры. Критик Jeuxvideo остался недоволен головоломками, назвав их реализацию неуклюжей.
Часть обозревателей раскритиковали платформер в игре, назвав его худшей частью. Критик Jeuxvidei заметил, что платформер испорчен инертностью игрового персонажа. Прыжки плохо откалиброваны и критик иногда предпринимал по несколько попыток взобраться на платформы, что портило впечатление от игры. Донаван с сайта Shacknews назвал платформер пресным и непоследовательным, так как ему было сложно понять, где персонаж окажется после прыжка.
Критики называли Omno слишком короткой игрой. Из-за короткой продолжительности она не успевает затягивать. Критики Multiplayer назвал продолжительность игры недостаточной даже по мерками игр подобного жанра, но заметил, что Omno не нужно быть длиннее, в противном случае усугубились бы проблемы с повторяемостью геймплея. Игру также называли не реиграбельной, учитывая проблемы с повторяемостью игрового процесса.